# Parc Lillepi
Le Parc Lillepi (estonien : Lillepi park)  est un parc du quartier de Pirita à Tallinn en Estonie,. 

## Présentation
Le parc est situé entre les rues Pirita, Saare, Kose et Rummu et est situé sur le terroir de l'ancienne ferme Lulepa de Peeter Lulepa. 
Le parc actuel devait être un champ de foin. 
La zone actuelle est principalement recouverte de bois autour d'un clairière de 3,5 ha.
La végétation y règne, pins, aulnes noirs, frênes, ormes à écorce lisse, chênes et bouleaux. 
Il y avait 74 espèces d'arbres et d'arbustes dans le parc en 2008, dont 35 étaient indigènes.  

## Galerie

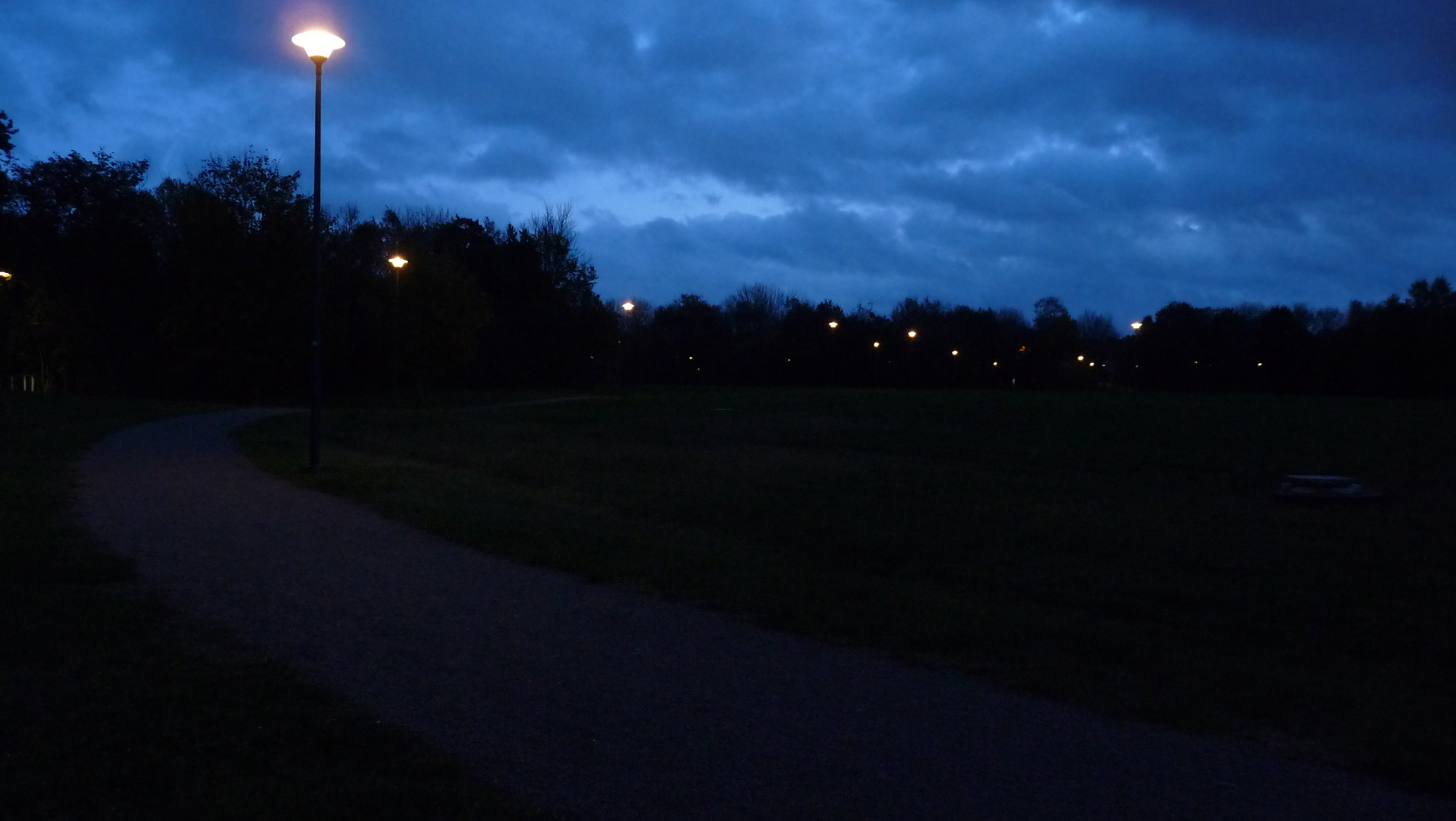
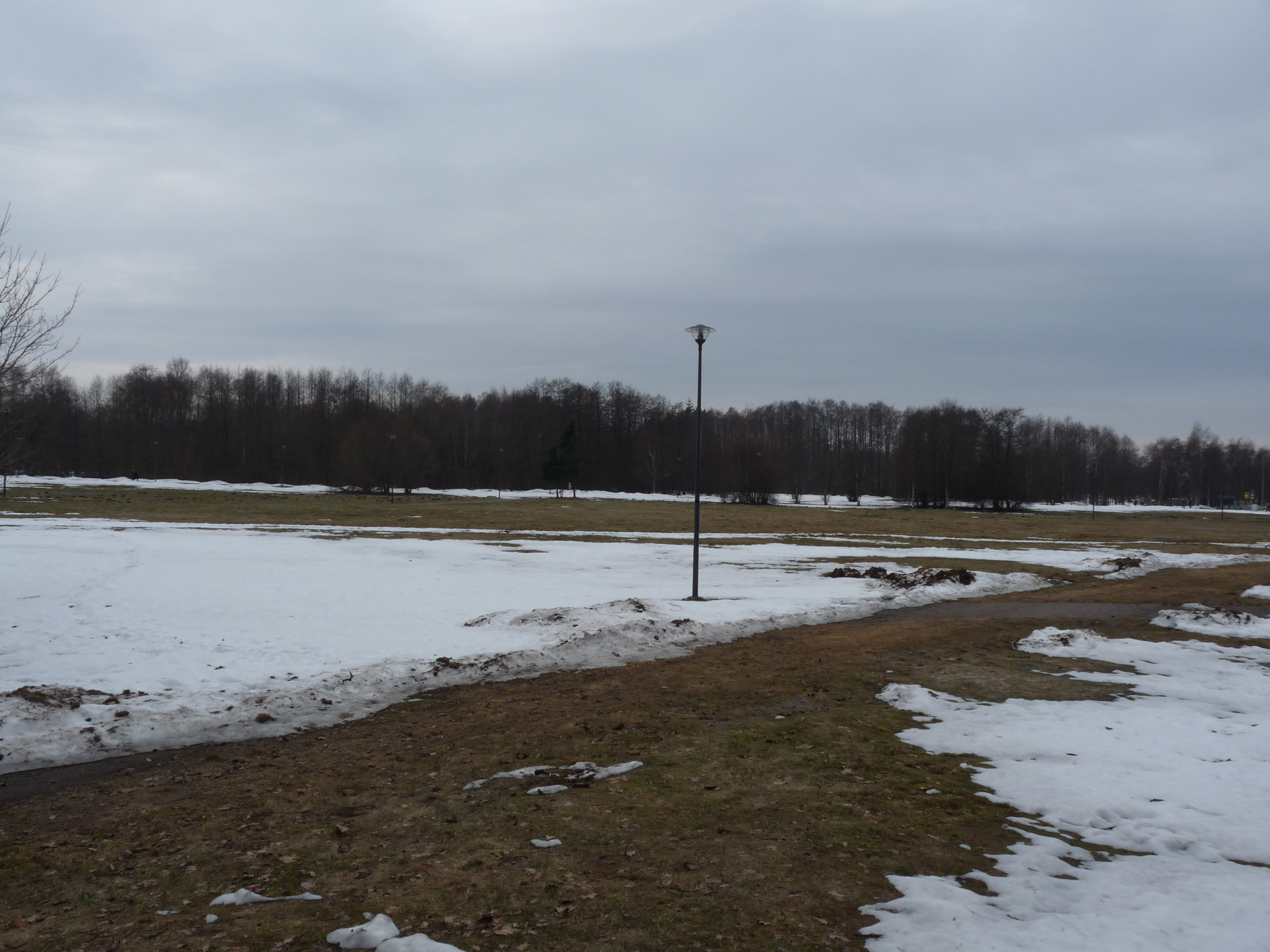
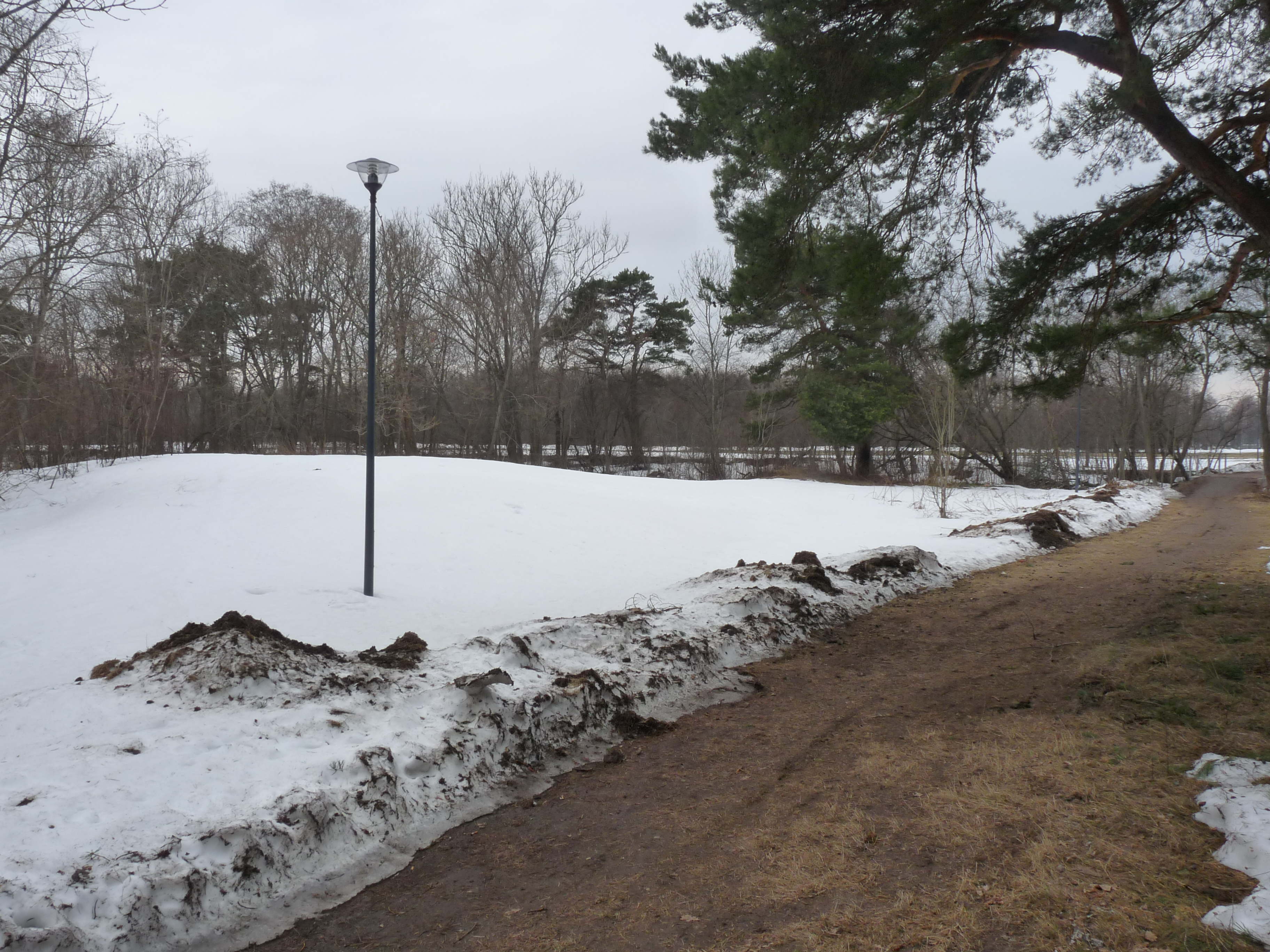